# أونديلادزه

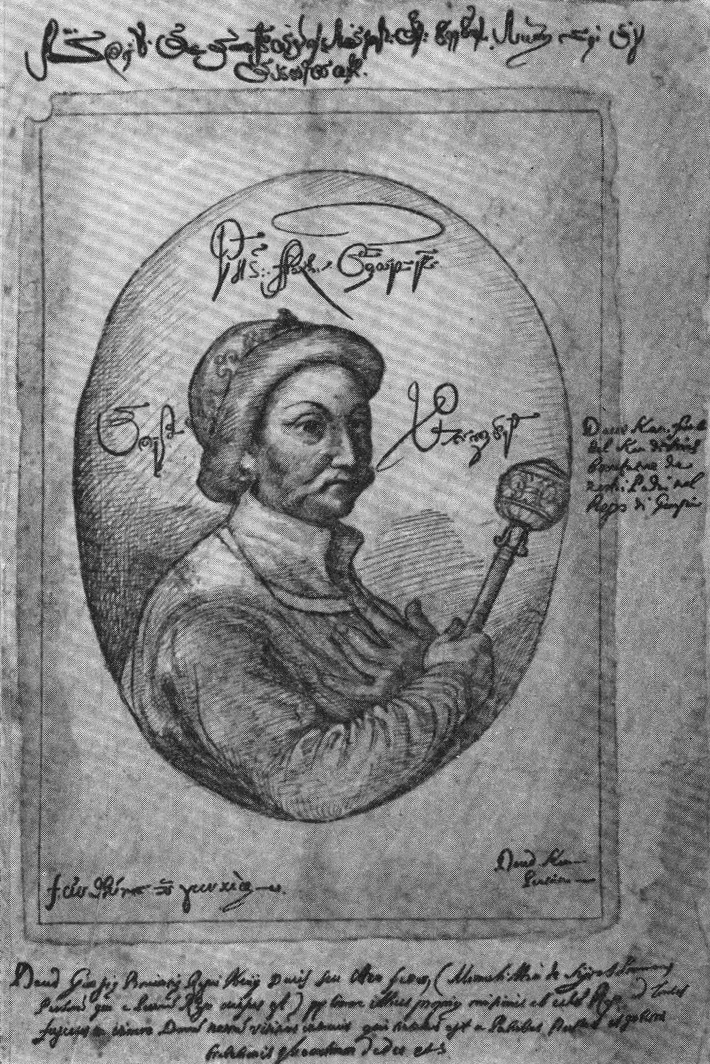
داود خان أونديلادزه

أونديلادزه (بالجورجية: უნდილაძე، وبالفارسية: اوندیلادزه) هي أسرة نبيلة من أصُول جورجيَّة برز أعضاؤها في الدولة الصفويَّة ومنهُم خرج كثيرٌ من رجال الدَّولة والقادة العسكريين، وكان لهم نُفُوذ كبير في البلاط الصفوي في أواخر القرن السَّادس عشر ومطلع القرن السَّابع عشر.

## الشخصيات
- اللهوردي خان
- إمام قلي خان
- داود خان أونديلادزه
- جعفر قلي خان
- صفي قلي خان أونديلادزه